# Ōbaku-shū

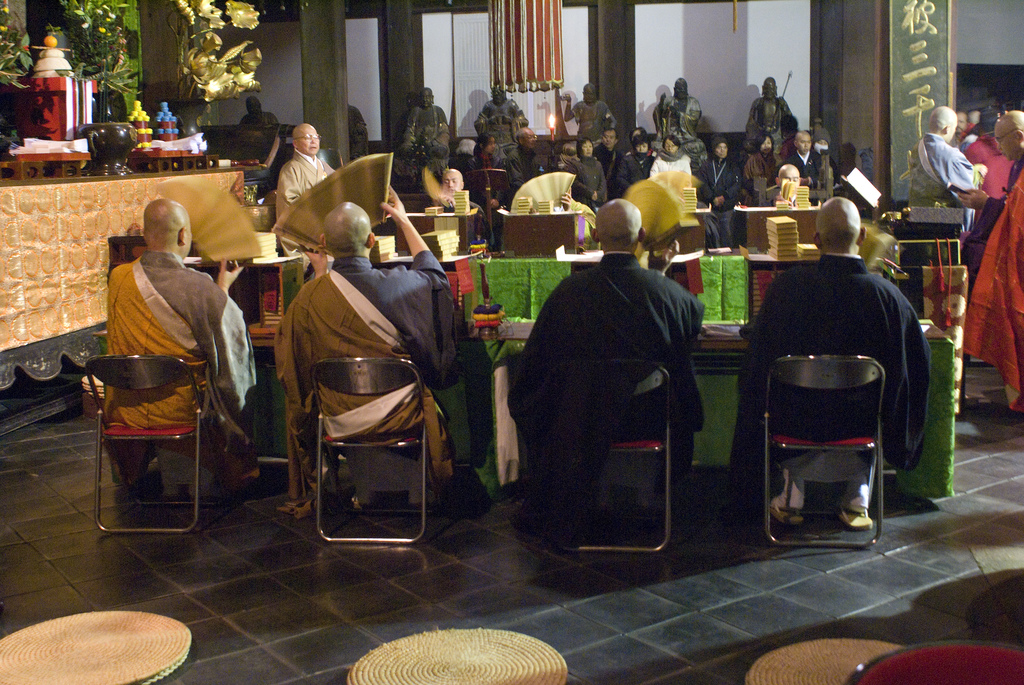
Ōbaku-Mönche beim Rezitieren von Sutras am Mampuku-ji (2008)

Die Ōbaku-shū (jap. 黄檗宗, dt. etwa „Schule des Ōbaku“) ist die historisch und nach Größe der Anhängerschaft dritte der noch existierenden japanischen Schulen des Zen-Buddhismus. Daneben existieren die Richtungen Sōtō-shū und Rinzai-shū.

## Geschichte

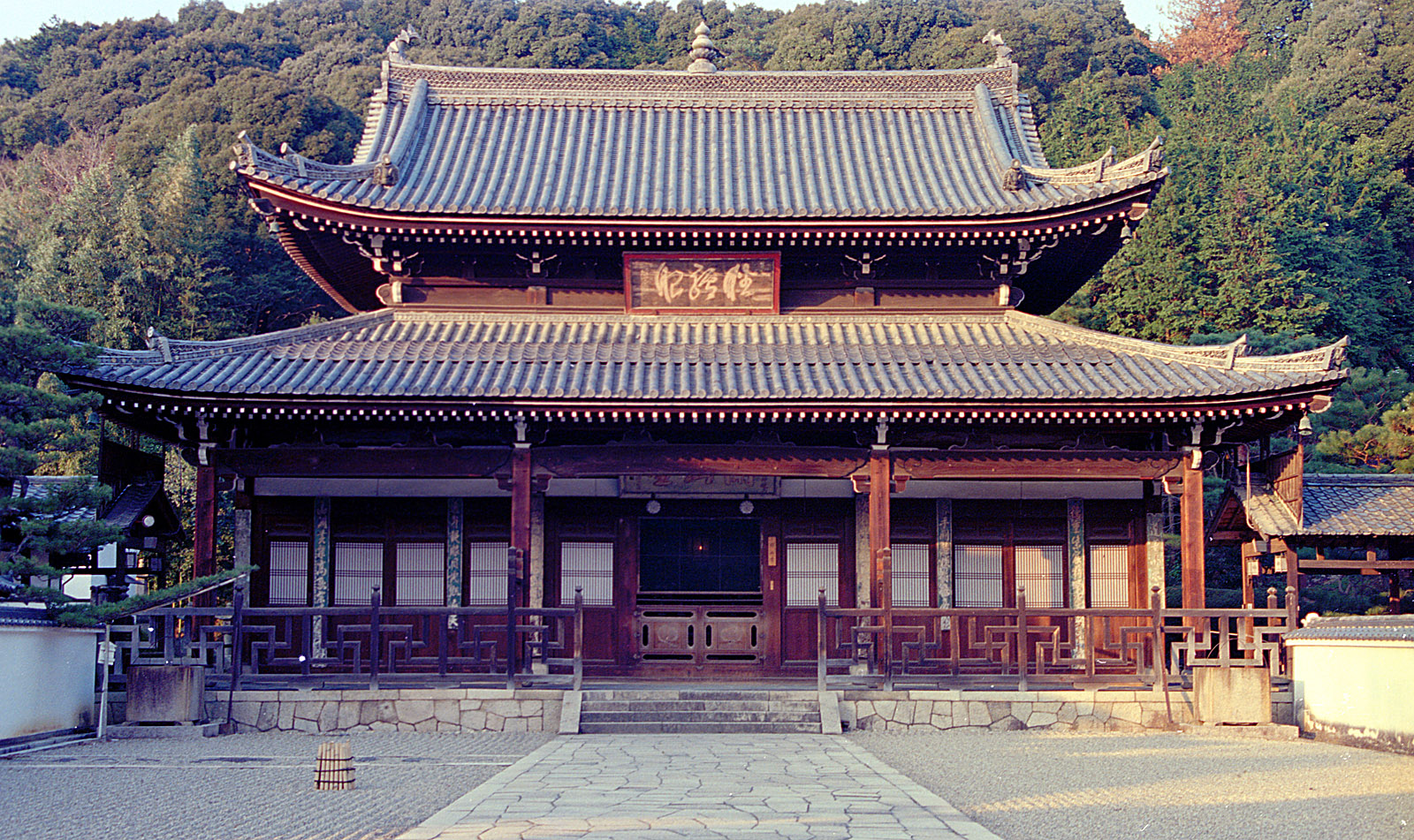
Meditationshalle des Mampuku-ji in Uji

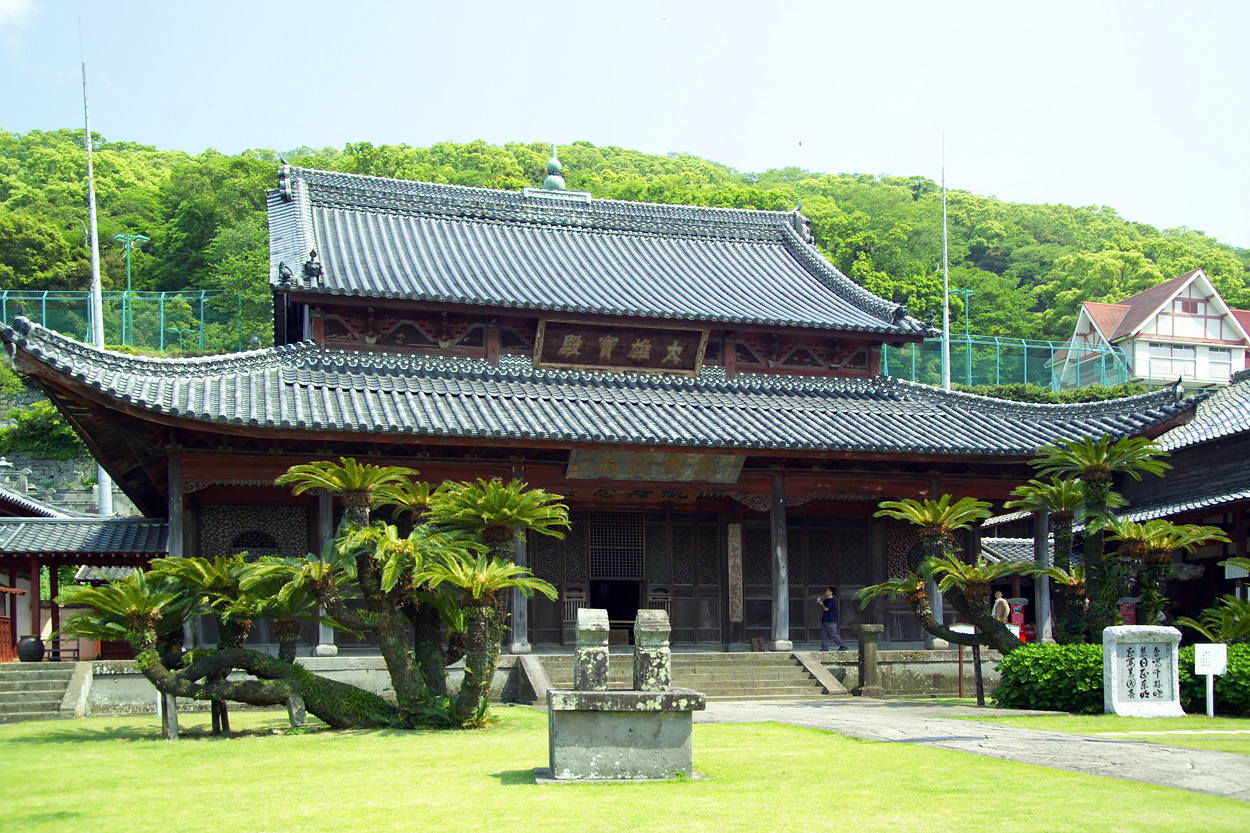
Meditationshalle des Kōfuku-ji in Nagasaki

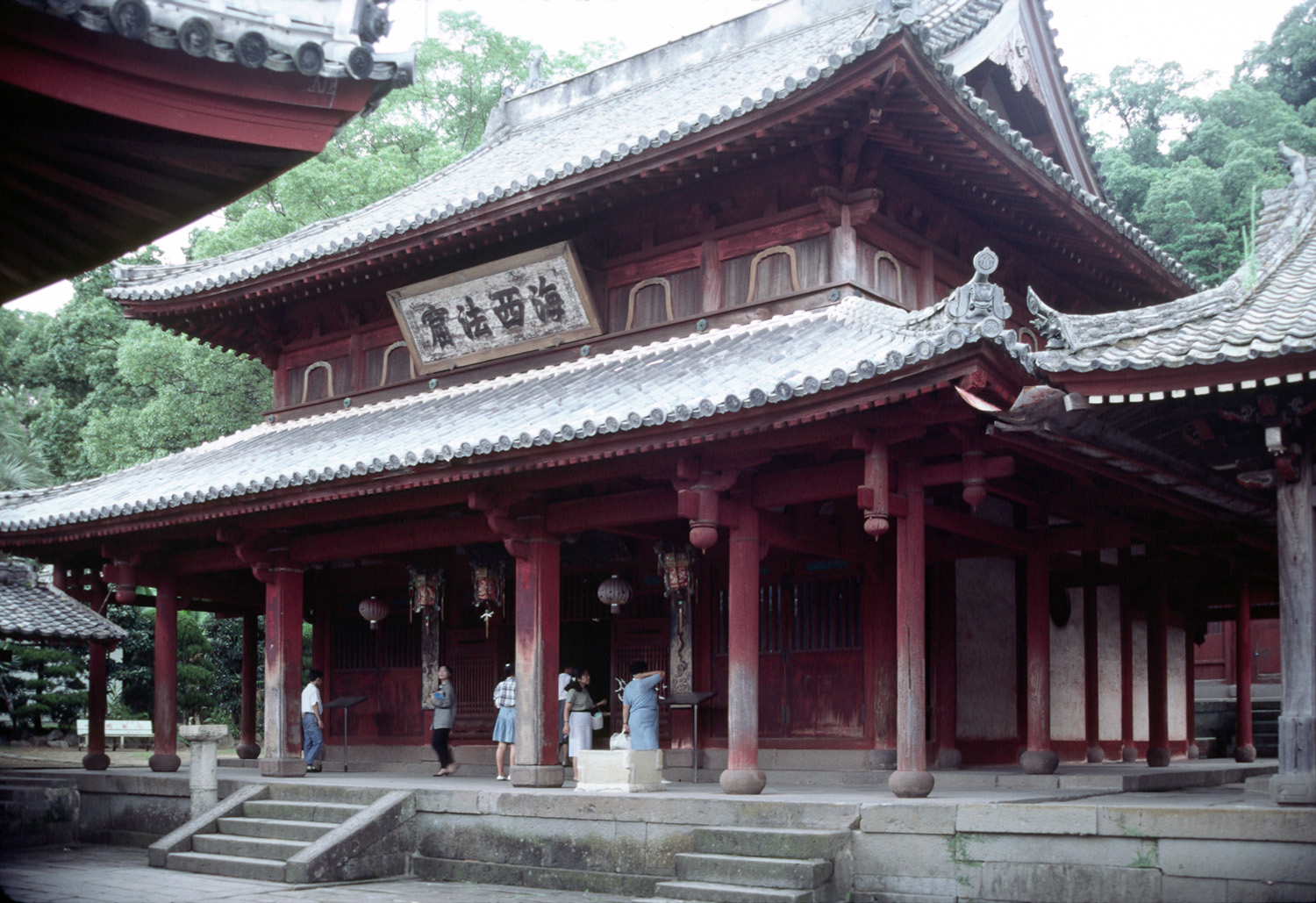
Meditationshalle des Sōfuku-ji in Nagasaki

Die Ōbaku-shū wurde im Jahr 1654 während der Edo-Zeit vom chinesischen Mönch Yinyuan Longqi und seinem Schüler Mu-an begründet, die beide der chinesischen Linji zong (chinesisch 臨濟 宗, Pinyin Línjì zōng, W.-G. Lin-chi tsung) der Chan-Tradition angehörten. Nachdem sich Yinyuan einige Zeit im Kōfuku-ji in Nagasaki aufhielt, wurde ihm 1661 von der Regierung erlaubt, einen Tempel der Zweigschule Genjū-ha (幻住派) der Rinzai-shū in Uji bei Kyōto zu restaurieren. Dies wurde der spätere Haupttempel der Ōbaku-shū: der Mampuku-ji, eine Replik des Wànfúsì (ein mit gleichen Kanji geschriebener Tempel auf dem Berg Ōbaku (chin. Huangbo) in China).
Muyan löste seinen Meister als Oberpriester am Mampuku-ji im Jahr 1664 ab. Er gründete sieben Jahre später in Shirokane, einem Stadtteil von Edo, den Zuishō-ji (瑞聖寺), ein wichtiges Zentrum für die Verbreitung von Zen-Lehren in der Kantō-Region während der Edo-Zeit. Weitere Zweigtempel folgten. Gegenwärtig beansprucht die Ōbaku-shū, dass an die 500 Tempel zu ihrer Tradition gehören.
Yinyuans Absicht war es, zur Zeit der Ming-Dynastie, zeitgenössisches chinesisches Chan-Training nach Japan zu bringen, um das japanische Zen zu erneuern, das zur Kamakura-Zeit im 13. Jahrhundert durch Eisai und Dōgen eingeführt worden und sich nach Auffassung vieler in der Tokugawa-Zeit des 17. Jahrhunderts im Niedergang befand. Nicht ganz zufällig greift er bei der Namensgebung auch auf Huangbo (jap. Ōbaku), den Lehrer Linjis und somit Ahnherr der Linji zong (jap. Rinzai-shū) zurück. 
Die politischen Absichten des Shōgunats bei der Förderung der Ōbaku-shū zur Revitalisierung der größtenteils nur noch mit ästhetischen Tätigkeiten beschäftigten Rinzai-shū stießen nicht auf einhellige Zustimmung. So wurde die Schule erst 1876, nach dem Niedergang des Shōgunats, offiziell als eigenständige Schule anerkannt.

## Lehre
Obwohl sich auf chinesische und damit dem Ursprung des Zen besonders nahestehende Wurzeln berufend, ist die Ōbaku-Lehre wie der Post-Song-Chan synkretistisch und integriert sowohl die Praktik des Nembutsu des Amitabha-Buddhismus sowie auch Mantra und Dhāraṇī aus dem tantrischen Buddhismus. Dies sowie die Betonung des Chinesischen (die Meister des Haupttempels waren bis ins 18. Jahrhundert Chinesen, der Tempel selbst war ein Zentrum chinesischer Kultur in Japan) waren die Hauptcharakteristika der Ōbaku-shū und sowohl der Grund für die von ihr ausgehende Faszination bei interessierten Japanern wie auch für scharfe Kritik seitens der Rinzai- und auch der Sōtō-shū.